# Соловарака
Соловарака — гора в городе Коле. Высота — 80,6 метров над уровнем моря. На горе находится валунно—гравийно—песчаный карьер.

## Происхождение названия
Человек, незнакомый с местной топонимикой, может сделать для себя вывод, что название горы произошло от слова «соль», а на Соловараке когда-то давно занимались солеварением, но это не так.
Название горы произошло от саамского «Суоловарра». Это название переводится как «остров-варака», а также «остров-гора». Саамы назвали её так потому, что она стоит отдельно и отличается от других сопок и гор в этой местности. А поморы, в свою очередь, адаптировали это название на русский манер. Первое слово перевели на русский, а второе заменили поморским словом, которое равнозначно по смыслу саамскому.
«Лоция Баренцева моря», которая была написана в 30-х годах XX века приводит два названия горы. Тогда она была названа Соловарака и Суоловарака. Потом первое название окончательно прижилось, а второе осталось в истории.

## История горы
В середине XVIII века на горе располагалась обсерватория, которая использовалась в 1769 году во время наблюдения прохождения Венеры по диску Солнца астрономом С.Я. Румовским. Сейчас на этом месте расположен карьер. В феврале 1873 года на этой горе случился оползень после падения космического тела в окрестностях Колы, что было принято за землетрясение. В своей книге 1890 г. этнограф В.Н. Харузина утверждала: «В 1873 г., во время землетрясения, часть ее [Соловараки], спускающаяся к реке Коле, обвалилась — и теперь, точно зияющая рана, желтеет один бок ее, лишенный и той тощей зелени, которая хоть немного скрашивает остальную часть ее». Это импактное событие было подробно описано в № XIV журнала «Живописное обозрение стран света» за тот же 1873 год. Существовала версия связи оползня с сильным землетрясением 1772 года в Коле, но она была опровергнута.